# Oscar Bobb
Oscar Bobb (Oslo, Noruega, 12 de julio de 2003) es un futbolista noruego que juega como delantero en el Manchester City F. C. de la Premier League.

## Estadísticas

### Clubes
Actualizado al último partido disputado el 20 de mayo de 2025.
| Club                             | Div.          | Temporada     | Liga  | Liga  | Liga   | Copas nacionales | Copas nacionales | Copas nacionales | Copas internacionales | Copas internacionales | Copas internacionales | Total | Total | Total  |
| Club                             | Div.          | Temporada     | Part. | Goles | Asist. | Part.            | Goles            | Asist.           | Part.                 | Goles                 | Asist.                | Part. | Goles | Asist. |
| -------------------------------- | ------------- | ------------- | ----- | ----- | ------ | ---------------- | ---------------- | ---------------- | --------------------- | --------------------- | --------------------- | ----- | ----- | ------ |
| Manchester City F. C. Inglaterra | 1.ª           | 2023-24       | 14    | 1     | 1      | 6                | 0                | 0                | 6                     | 1                     | 1                     | 26    | 2     | 2      |
| Manchester City F. C. Inglaterra | 1.ª           | 2024-25       | 3     | 0     | 0      | 1                | 0                | 1                | 0                     | 0                     | 0                     | 4     | 0     | 1      |
| Manchester City F. C. Inglaterra | Total club    | Total club    | 17    | 1     | 1      | 7                | 0                | 1                | 6                     | 1                     | 1                     | 30    | 2     | 3      |
| Total carrera                    | Total carrera | Total carrera | 17    | 1     | 1      | 7                | 0                | 1                | 6                     | 1                     | 1                     | 30    | 2     | 3      |

## Palmarés

### Títulos nacionales
| Título           | Club                  | País       | Año  |
| ---------------- | --------------------- | ---------- | ---- |
| Premier League   | Manchester City F. C. | Inglaterra | 2024 |
| Community Shield | Manchester City F. C. | Inglaterra | 2024 |

### Títulos internacionales
| Título                 | Club                  | Sede           | Año  |
| ---------------------- | --------------------- | -------------- | ---- |
| Copa Mundial de Clubes | Manchester City F. C. | Arabia Saudita | 2023 |